# Ammophila untumoris
Ammophila untumoris är en biart som beskrevs av Yang och Li 1989. Ammophila untumoris ingår i släktet Ammophila och familjen grävsteklar. Inga underarter finns listade i Catalogue of Life.